# Third Lanark A.C.
Third Lanark A.C., właśc. Third Lanark Athletic Club – szkocki klub piłkarski, działający w latach 1872–1967. Jego siedziba mieściła się w Glasgow.

## Sukcesy
- Mistrzostwo Szkocji (1): 1903/04
- Puchar Szkocji (2): 1888/89, 1904/05
- Finał Pucharu Szkocji (4): 1875/76, 1877/78, 1905/06, 1935/36
- Finał Pucharu Ligi Szkockiej (1): 1959/60